# Betta coccina
Espèce
Statut de conservation UICN

 VU B1ab(iii,v) : Vulnérable
Betta coccina, parfois appelé communément Combattant rouge, est une espèce de poissons de la famille des Osphronemidae. On le retrouve dans les eaux douces de Malaisie et d'Indonésie. Il est particulièrement présent au centre de Sumatra.

## Description
Ce poisson mesure 4,5 cm de longueur. Il possède un corps svelte et allongé de couleur rouge brique. Un dimorphisme sexuel est présent chez les adultes de cette espèce, les mâles sont souvent plus colorés et leurs nageoires sont plus longues. C'est un prédateur carnivore se nourrissant de petits invertébrés aquatiques. La femelle pond environ 60 œufs.
Des différences morphologiques peuvent être observées entre les différentes localités de Betta coccina.

## En captivité
À l'instar de Betta splendens, le combattant rouge est un poisson très agressif envers ses congénères mais reste souvent timide avec les autres espèces de poissons. Il faudra donc en général le maintenir seul.
L'espèce ayant des besoins plus complexes que son cousin Betta splendens, elle est réservée aux aquariophiles expérimentés.

## Étymologie
Son nom spécifique, du latin coccina, « écarlate », fait référence à sa livrée rouge.

## Publication originale
- (de) Vierke, « Betta coccina nov. spec., ein neuer Kampffisch von Sumatra », Aquarium Aqua Terra, vol. 13, no 121,‎ juillet 1979, p. 288-289.